# Firewall (film)
Pour les articles homonymes, voir Firewall.
Pour plus de détails, voir Fiche technique et Distribution.
Firewall (ou Le Coupe-feu au Québec) est un film américain réalisé par Richard Loncraine, sorti en 2006.

## Synopsis
Jack Stanfield (Harrison Ford) est le responsable de la sécurité informatique d'une grande banque. Il a conçu un système sans faille. Lorsque Bill Cox (Paul Bettany), un criminel dangereux, prend sa femme (Virginia Madsen), sa fille et son fils en otage, Stanfield prend conscience qu'il est le seul à pouvoir pirater son propre système de sécurité. Il doit sauver sa famille et pour cela il utilise de nombreuses stratégies...

## Fiche technique
- Titre : Firewall
- Titre québécois : Le Coupe-feu
- Réalisation : Richard Loncraine
- Scénario : Joe Forte
- Musique : Alexandre Desplat
- Pays de production :  États-Unis
- Genre : thriller
- Durée : 104 min
- Dates de sortie : 
  - États-Unis : 10 février 2006
  - France : 5 avril 2006

## Distribution
- Harrison Ford (VF : Richard Darbois ; VQ : Mario Desmarais) : Jack Stanfield
- Paul Bettany (VF : Vincent de Bouard ; VQ : Philippe Martin) : Bill Cox
- Virginia Madsen (VF : Emmanuèle Bondeville ; VQ : Élise Bertrand) : Beth Stanfield
- Carly Schroeder (VF : Jessica Monceau) : Sarah Stanfield
- Jimmy Bennett (VQ : Alexandre Bacon) : Andrew Stanfield
- Mary Lynn Rajskub (VF : Agathe Schumacher) : Janet Stone
- Robert Forster (VF : Paul Borne ; VQ : Luis de Cespedes) : Harry Romano
- Robert Patrick (VF : Jérôme Keen ; VQ : Bernard Fortin) : Gary Mitchell
- Alan Arkin (VF : Jean-Luc Kayser ; VQ : Jean-Marie Moncelet) : Arlin Forester
- Kett Turton (VF : Xavier Thiam ; VQ : Martin Watier) : Vel
- Nikolaj Coster-Waldau (VF : Didier Cherbuy) : Liam
- Vince Vieluf (VF : Fabrice Trojani) : Pim
- Vincent Gale (VF : Olivier Cordina) : Willy
- Matthew Currie Holmes (VF : Geoffrey Vigier ; VQ : Hugolin Chevrette-Landesque) : Bobby
- Eric Keenleyside (VQ : Guy Nadon) : Allan Hughes
- David Lewis : Rich
- Candus Churchill (VF : Maïté Monceau) : Betty
- Zahf Paroo : Ravi
- Beverley Breuer (en) : Sandra
- Jennifer Kitchen : Wendy
- Ken Tremblett : Bob
- Ona Grauer : la serveuse
- Brenda Crichlow (VF : Maïté Monceau) : la guichetière de la banque
- Ty Olsson (VF : Jean-Luc Atlan) : l'agent de l'aéroport

 Source et légende : version française (VF) sur RS Doublage et selon le carton du doublage français sur le DVD zone 2.

## Accueil
Le film a été une déception au box-office et a reçu des commentaires négatifs de la part des critiques,.